# Esterau
Die Esterau ist eine Landschaft im nördlichen Rheinland-Pfalz rund um die Gemeinde Holzappel im Rhein-Lahn-Kreis.

## Geschichte
Die Landschaft Esterau wurde um 950 n. Chr. erstmals urkundlich erwähnt. Sie war eine der ersten Besitzungen des Hauses Nassau und unterstand im 11. und 12. Jahrhundert den Nassauer Grafen, deren Stammsitz die Laurenburg war.
Im Jahre 1643 gelangte die Esterau in den Besitz von Peter Melander von Holzappel, General des kaiserlichen Heeres während des Dreißigjährigen Krieges. Kaiser Ferdinand III. erhob die kleine Herrschaft zur Reichsgrafschaft Holzappel.
Heute bezeichnet der Begriff Esterau die Region um Holzappel, die sich aus elf selbständigen Gemeinden zusammensetzt.

## Ortschaften
| - Charlottenberg - Dörnberg - Eppenrod - Geilnau - Hirschberg - Holzappel | - Horhausen - Isselbach - Langenscheid - Laurenburg - Scheidt |